# Hans Parlevliet
Hans Parlevliet (Groningen, 25 januari 1953) is een Nederlands aquarellist, illustrator en schilder.

## Levensloop
Hans werd geboren in Groningen. Hij bezocht daar de kunstacademie aan de Academie Minerva. Hij studeerde daar in 1980 cum laude af. Hierna ging hij samen met Herman Tulp werken als illustrator voor uitgeverij Kluitman. Hij maakte samen met hem vele boekomslagen voor de kinderboekenseries Kippenvel van R.L. Stine en Kruimeltje. Hiervoor ontvingen ze in 1990 de Eppo Doeve-prijs. Daarnaast illustreert hij ook voor boeken van Catherine Fisher, Ynskje Penning en Huub Hovens. Later ging hij zich ook toeleggen tot kunstschilder. Hij maakt kleurrijke schilderijen, vaak met als thema landschappen in Groningen en Friesland en stillevens. Een bekende serie van hem is de koe "Klara". Hij werkt voornamelijk met olieverf, maar ook met aquarel. Ook geeft geregeld expositie over zijn schilderwerken. Vaak zijn deze te zien in Galerie Wildevuur in Hooghalen en het Museum Møhlmann in Appingedam.

## Werken

### Boekomslagen
Dit is een selectie van boeken waarvoor hij de omslagen heeft gemaakt
- (1995) De naam in het boek
- (1995) Bommen op de stad
- (1995) Gevangen
- (1996) De magische steen
- (1997) Kruimeltje (i.s.m. Herman Tulp)
- (1997) Over de grens
- (1997) Stem uit de diepte
- (1997) Kippenvel: Ga niet naar de kelder
- (1998) De wraak van de sneeuwheks
- (1999) De vloek van de sneeuwheks
- (1999) Kippenvel: Eet smakelijk...
- (1999) Kippenvel: Kamp nachtmerrie
- (2002) Kippenvel: Horrorland
- (2007) Kippenvel: Het horrorhuis